# Schizonycha verruciventris
Schizonycha verruciventris är en skalbaggsart som beskrevs av Moser 1914. Schizonycha verruciventris ingår i släktet Schizonycha och familjen Melolonthidae. Inga underarter finns listade i Catalogue of Life.